# 特羅保會議

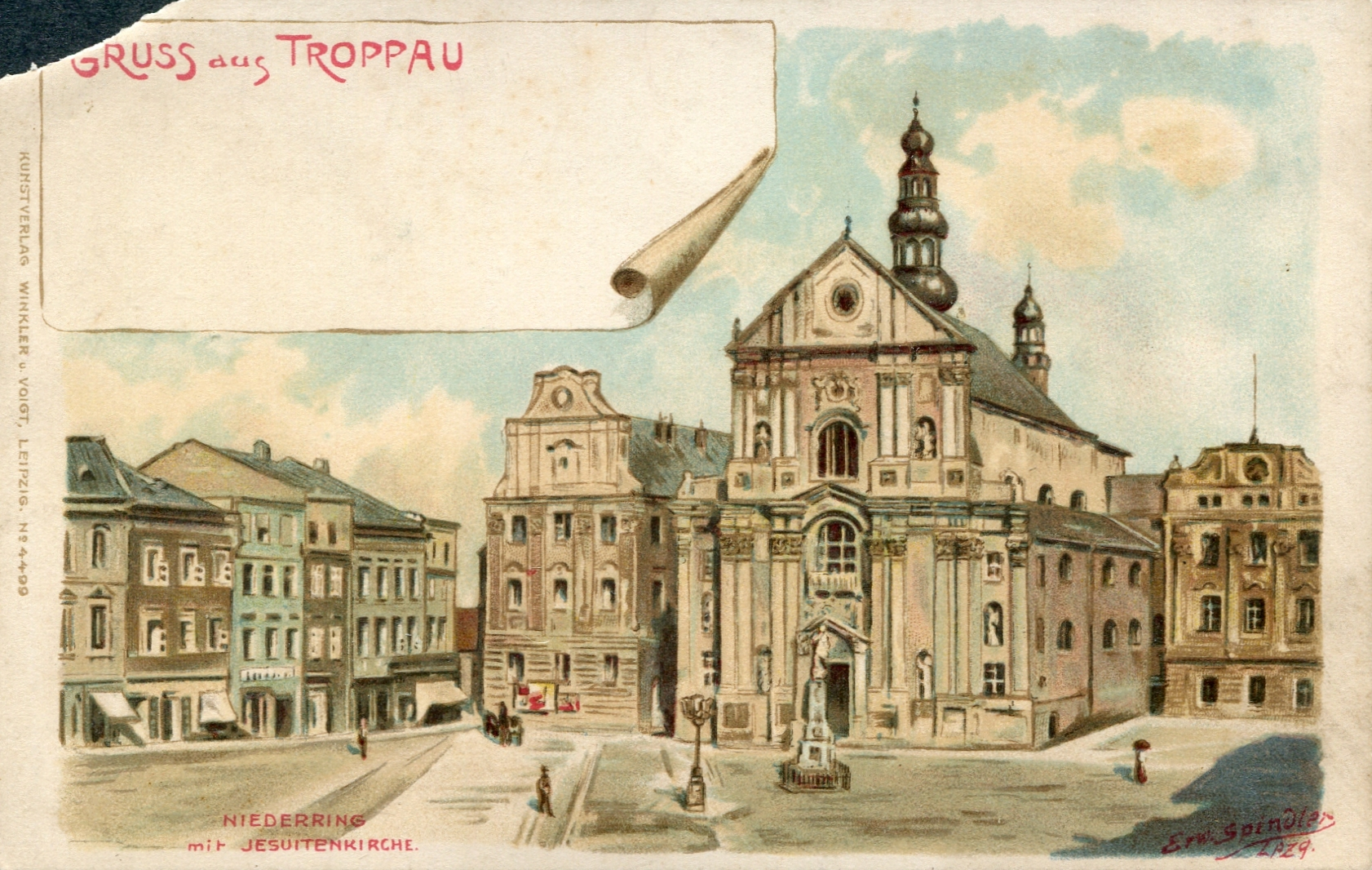
19世紀中期的特羅保

特羅保會議（德語：Troppauer Fürstenkongress；英語：Congress of Troppau）是1820年在奧地利帝國波希米亞王國特羅保（今捷克奥帕瓦）召開的會議。會議是五國同盟召開的第二次會議，是19世紀初歐洲協調機制的組成部分。參與國共有俄羅斯、奧地利、普魯士以及法國，鑑於英國無意鎮壓當時的歐洲革命，與上述多國不合，故英國只在會議派遣了觀察員。

## 背景

### 西班牙革命
西班牙人在英國協助下於1812年確立憲法。然而1814年以後復辟的國王腓迪南及其政府掃除了自由思想。這個政府軟弱無能，沒有為窮人改善生活，亦未能確保其帝國的完整性。1820年，西班牙爆發暴亂，國王被迫採用一部自由的憲法，成立了國會及實行了一些改革

### 意大利革命
西班牙革命的消息鼓舞了那不勒斯、皮德蒙、葡萄牙人進行叛變。人民強迫國王採納憲法，並使政府進行自由化的改革。意大利北部由奧地利統治的省分也發生的叛變，不但威脅了奧地利在當地的統治，而且激化了奧國內部少數民族趨向革命。

### 葡萄牙革命
在葡萄牙，人民強迫國王採納憲法，並使進行自由化的改革；管治巴西的王公也宣布巴西從葡萄牙手中獨立出來

## 內容
於是列強又召開會議。沙皇亞歷山大一世力主採取一致行動鎮壓革命，鑑於意大利的革命威脅了奧國，奧首相梅特涅亦支持沙皇的建議。與會代表起草了特羅保條約，以圖確立了列國干預他國革命的權利。但只有俄羅斯、普魯士、奧地利簽署條約，然後決定干預那不勒斯的革命，並意欲一同鎮壓歐洲各地的叛亂。但英國較當時的歐洲國家自由，並不相信革命會威脅到歐洲和平，而且英國亦害怕協調機制會被利用作為鎮壓革命的工具，於是強烈反對俄、普、奧的干預政策。英國外相卡蘇里在1821年1月19日發表了一項強硬抗議，指出除奧國外，普、俄均無權干預意大利革命，同時否認四國同盟有干預其他國家內政的權力。最後法國與英國攜手反對特羅保條約，會議因而中斷。

## 結果
特羅保會議引發了大國間的分裂，由於英國和法國的反對，迫使俄羅斯、普魯士、奧地利進行更密切的合作。更使英國和該三個專制國家明顯決裂，隨後英國宣佈，將來只會派出觀察員出席協調會議題，而不會參與會議的討論和議決。11月19日，奥地利、俄罗斯和普鲁士三国君主签署了一项协议，承诺遵循梅特涅路线，在革命迅速兴起时进行外部干预并镇压革命，以维持1815年的现状。英国抗议该协议。
12月20日，大会结束时并未就干预两西西里王国达成明确协议。然而会议同意于1821年1月26日继续在莱巴赫（今盧布爾雅那）举行會議，最终澄清细节。

## 文獻
- [《特羅保會議》在Google Books的內容。 Neues Conversations-Lexikon für alle Stände: Schminke - Tscherkassy, Band 14], Hildburghausen: Bibliogr. Inst: pp. 1158 （德文）
- Lokalgeschichtliches zum Troppauer Kongreß 1820 （页面存档备份，存于） in Zeitschrift für Geschichte und Kulturgeschichte Österreichisch-Schlesiens, Heft 3/4. Troppau 1909/1910.